# Johannes Hohl

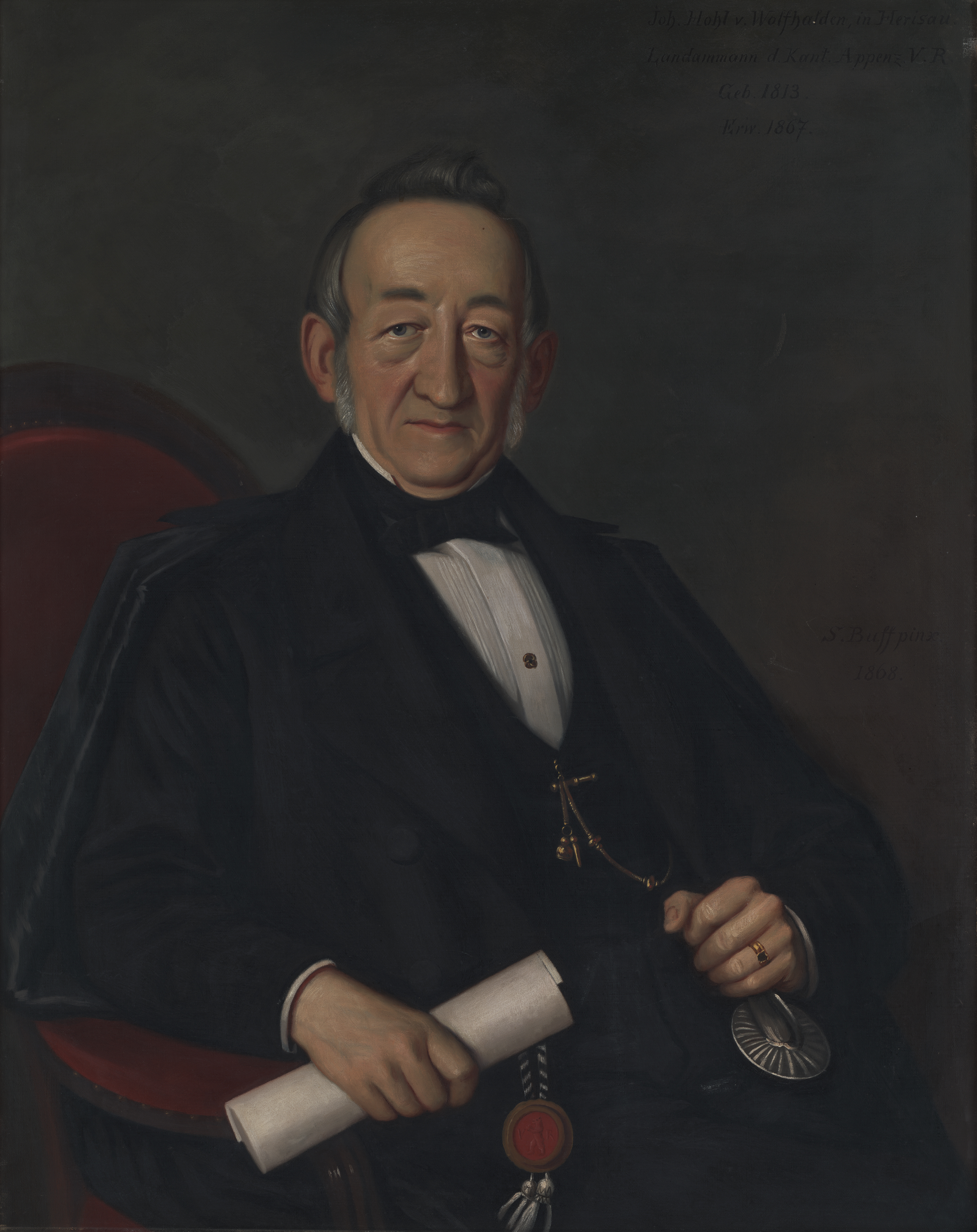
Johannes Hohl

Johannes Hohl (gedoopt Wolfhalden, 23 februari 1813 - Bazel, 27 juni 1878) was een Zwitsers politicus.
Hohl werd in 1832 onderwijsinspecteur in Bandlin en Yverdon, maar nam wegens een slechte gezondheid af. Vervolgens werkte hij voor de administratie van het district Waldenburg (1835-1839). Van 1839 tot 1847 was hij kantonsarchivaris van het kanton Appenzell Ausserrhoden en van 1845 tot 1847 was hij tevens secretaris van politie. 
Hohl werd in 1847 lid van de Regeringsraad van Appenzell Ausserrhoden. Hij was tussen 1847 en 1865 secretaris (Landschreiber), directeur van politie en secretaris van diverse regeringscommissies. Van 1859 tot 1871 was hij lid van de Kantonsraad van Appenzell Ausserrhoden, van 1859 tot 1861 was hij lid van de kantonsgrondwetscommissie. Van 1866 tot 1868 was hij lid van de Kantonsraad (eerste kamer Bondsvergadering) en tevens Landesstatthalter (dat wil zeggen plaatsvervangend regeringsleider) en van 1869 tot 1871 was hij Regierend Landammann (dat wil zeggen regeringsleider) van Appenzell Ausserrhoden).
Hohl was van 1869 tot 1873 lid van de Nationale Raad (tweede kamer Bondsvergadering) voor de liberaal-democraten (voorloper van de Vrijzinnig Democratische Partij). Van 1870 tot 1872 zat hij een federale grondwetsherzieningscommissie van Zwitserland. 
Hohl was ook van 1866 tot 1871 directeur van de Privaatbank van Appenzell Ausserrhoden, maar moest naar mismanagement terugtreden (1871). Nadien was hij rentenier en rechter van het district Sankt Gallen.
Johannes Hohl overleed op 65-jarige leeftijd.